# Adam Highfield
Adam Highfield (1 de març de 1981) és un porter de futbol neozelandès que actualment juga pel Canterbury United del Campionat de Futbol de Nova Zelanda. Adam Highfield ha jugat per dos equips de la lliga finlandesa de futbol: FC Jokerit i Atlantis FC.

## Trajectòria per club
Highfield el 2002 va jugar amb el FC Jokerit, un equip de la lliga finlandesa de futbol. Però tan sols hi jugà aquella temporada i cap més. Tres anys després, el neozelandès va ser contractat per l'Atlantis FC, un altre equip finlandès. De nou, només hi jugà una temporada amb l'equip.
El 2006 Adam Highfield va ser fitxat per l'equip neozelandès Canterbury United, del Campionat de Futbol de Nova Zelanda. Highfield entre les temporades 2006-07 i 2008-09 jugà en un total de 30 partits. La temporada 2010-11 va ser fitxat per l'Otago United, on hi jugà en un total de 13 partits. La temporada següent, Highfield fou fitxat de nou pel Canterbury United, i des d'aleshores ha jugat en 12 partits.

## Trajectòria internacional
El 2001, Highfield jugà 6 partits amb la selecció neozelandesa sub-20. Va jugar aquests sis partits en la fase classificatòria per a la Copa del Món sub-20 de la FIFA de 2001.